# Wislizenia refracta
Wislizenia refracta är en paradisblomsterväxtart som beskrevs av Georg George Engelmann. Wislizenia refracta ingår i släktet Wislizenia och familjen paradisblomsterväxter.

## Underarter
Arten delas in i följande underarter:
- W. r. californica
- W. r. palmeri
- W. r. refracta